# Diancistrus
Diancistrus is een geslacht van straalvinnige vissen uit de familie van naaldvissen (Bythitidae).

## Soorten
- Diancistrus alatus Cohen, 1966
- Diancistrus alleni Schwarzhans, Møller & Nielsen, 2005
- Diancistrus altidorsalis Schwarzhans, Møller & Nielsen, 2005
- Diancistrus atollorum Schwarzhans, Møller & Nielsen, 2005
- Diancistrus beateae Schwarzhans, Møller & Nielsen, 2005
- Diancistrus brevirostris Schwarzhans, Møller & Nielsen, 2005
- Diancistrus eremitus Schwarzhans, Møller & Nielsen, 2005
- Diancistrus erythraeus (Fowler, 1946)
- Diancistrus fijiensis Schwarzhans, Møller & Nielsen, 2005
- Diancistrus fuscus (Fowler, 1946)
- Diancistrus jackrandalli Schwarzhans, Møller & Nielsen, 2005
- Diancistrus jeffjohnsoni Schwarzhans, Møller & Nielsen, 2005
- Diancistrus karinae Schwarzhans, Møller & Nielsen, 2005
- Diancistrus katrineae Schwarzhans, Møller & Nielsen, 2005
- Diancistrus leisi Schwarzhans, Møller & Nielsen, 2005
- Diancistrus longifilis Ogilby, 1899
- Diancistrus machidai Schwarzhans, Møller & Nielsen, 2005
- Diancistrus manciporus Schwarzhans, Møller & Nielsen, 2005
- Diancistrus mcgroutheri Schwarzhans, Møller & Nielsen, 2005
- Diancistrus mennei Schwarzhans, Møller & Nielsen, 2005
- Diancistrus niger Schwarzhans, Møller & Nielsen, 2005
- Diancistrus novaeguineae (Machida, 1996)
- Diancistrus pohnpeiensis Schwarzhans, Møller & Nielsen, 2005
- Diancistrus robustus Schwarzhans, Møller & Nielsen, 2005
- Diancistrus springeri Schwarzhans, Møller & Nielsen, 2005
- Diancistrus tongaensis Schwarzhans, Møller & Nielsen, 2005
- Diancistrus typhlops Nielsen, Schwarzhans & Hadiaty, 2009
- Diancistrus vietnamensis Schwarzhans, Møller & Nielsen, 2005